# 여교황 요안나

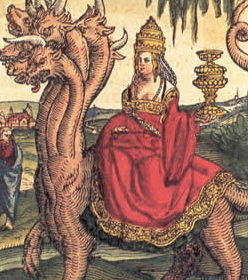
바빌론의 탕녀로 묘사된 여교황 요안나.

여교황 요안나(라틴어: Ioanna Papissa)는 8세기의 중세 유럽에서 교황 레오 4세와 교황 베네딕토 3세 사이에 재위했다고 여겨지는 전설상의 여자 교황이다. 여교황 요한나 전설은 13세기에 쓰인 장 드 메이의 연대기에서 처음 나타난 뒤로 유럽 전역에 널리 알려졌다. 이 전설은 1세기에 가까운 시간 동안 민중들에게 널리 받아들여졌으나, 현대의 역사학자와 종교학자들에게는 허구의 것으로 여겨진다.
여교황 요안나의 전설이 처음 등장한 것은 장 드 메이의 연대기에서였으나, 오파바의 마르틴이 저술한 《Chronicon Pontificum et Imperatorum》가 더욱 대중적이고 영향력 있다. 대부분의 기술에서 요한나는 총명하며 학구열이 강한 여성이며, 공부를 위해서 남장을 했다고 서술하고 있다. 그녀는 그녀의 재능 덕택에 성직자의 계급을 차근차근 올라갔으며, 마침내는 교황으로 선출되기에 이른다. 그러나 어느 날, 말을 탄 채로 아기를 출산하게 되며 이로 인해 그녀의 성별이 밝혀지게 된다. 대부분의 기술에서 그녀는 그 뒤에 곧 죽었으며, 성난 군중들이 그녀를 죽였다거나 자연적인 원인 때문에 죽은 것이라고 되어 있다.

## 전설
여교황 요안나는 요한 안글리쿠스(John Anglicus)라는 가명을 사용했다. 교황명은 앙글리아 요안나 폰티펙스 막시무스이다.
자세한 전설의 개요는 다음과 같다.
요안나는 독일 마인츠 근처의 잉겔하임에서 822년에 태어났으며, 색슨족에게 기독교를 전파하기 위해 영국에서 건너온 참사회원 게르베르트의 딸이었다. 여자의 신분임에도 총명하고 학구열에 불탔던 그녀는 공부를 하기 위해 '요한 안글리쿠스'라는 이름으로 남장하여 유럽 각지의 수도원을 유랑하면서 필사승으로 활동한다. 콘스탄티노플에서는 동로마 제국의 테오도라 황후를 만났고, 아테네에서는 당대의 명의 이삭 이스라엘리에게서 의학을 배웠으며, 독일에서는 '대머리 왕' 카를 2세를 만나 대화를 나누었다고 한다. 그러다가 다양한 경험을 쌓으며 깊은 교양과 능란한 외교적 수완 덕분으로 848년에 성서 교수 자격으로 로마 교황청에 들어가게 된 그녀는 계속 진짜 성을 숨기면서 권력의 계단을 차근차근 오르게 된다. 결국 교황 레오 4세를 만나게 되었고, 그에게 필수 불가결의 존재가 되어 교황의 국제 관계 보좌관이 된다. 레오 4세가 855년에 선종하고, 세월이 흘러 마침내 교황으로 선출되었다.
별 탈 없이 교황직을 수행하였다. 그러다가 그녀는 덜컥 임신을 하게 되었다. 교황의 법의로 배가 부풀어오르는 것을 감출 수 있었으나, 마침내 성모승천일날 산 조반니 인 라테라노 대성당으로 가는 길에 그녀는 고통을 호소하며 탈것에서 떨어졌고 수많은 사람들이 보는 앞에서 아기를 출산하였다. 장 드 메이에 의하면, 군중의 경악은 곧바로 집단 히스테리로 변했고, 여교황 요안나는 아기와 함께 돌에 맞아 죽었다. 그 뒤에 성직자들은 역대 교황 목록에서 요안나를 완전히 제거하였고 교황 베네딕토 3세의 즉위일을 조작하였다고 한다.

## 이후의 기술
여교황 요안나의 이야기는 13세기의 폴란드의 연대기 작가 오파바의 마르틴의 저서에서 주로 알려져 있다. 그는 《Chronicon Pontificum et Imperatum》라는 책에 여교황 요한나의 기술하였고, 마르틴보다 이전에 유일한 기록인 장 드 메이가 13세기의 마르틴보다 빨리 집필한 연대기인 《Chronica Universalis Mettensis》이다. 그는 여자 교황의 시대를 850년대는 아니고 1099년으로 설정하였다.
14세기 작가 조반니 보카치오는 《De Claris Mulieribus》에서 그녀에 대해 언급하였다.
14세기말 판본인 로마 순례를 위한 가이드 북인 《Mirabilia Urbis Romae》에는 산 피에트로에 여자 교황의 유해는 매장해졌다고 적혀 있다.
15 세기의 학자, 발트로메오 플라티나는 교황 식스토 4세의 명령으로 1479년 《Vit Pontificum Platin historici liber de vita Christi ac omnium pontificum qui hactenus ducenti fuere et XX》를 썼다. 이 책에는 여자 교황에 대한 내용이 포함되어 있다.
그리고, 1601년 교황 클레멘스 8세는 여자 교황의 전설이 사실은 아니라고 선언하여, 시에나 대성당의 유명한 여자 교황의 흉상은 파괴되었다.

## 역사적 분석과 비판
1647년 칼뱅파 역사가 데이비드 브론델(David Blondel)은 여교황 요안나의 전설이 사실(史實)이 아니라고 하였다.
그는 여교황 요안나의 이야기는 20대 초에 죽은 교황 요한 11세에 대한 풍자로부터 비롯된 것이 아닐까하고 시사하였다.
브론델이 여교황이 있었다는 주장과 시사된 시기에 대해 상세한 분석을 행한 것은 아니지만, 그는 그러한 사건은 일어날리 없다고 결론지었다.
현대의 역사가들도 같은 의견을 보인다.
그녀에 대한 자료들은 그녀가 살았다고 여겨지는 시대로부터 400년 정도 뒤의 것에 지나지 않는다.
게다가 교황이 갑자기 군중 앞에서 출산하고 돌에 맞아 죽은 사건을 동시대 사람 어느 누구도 기록하지 않았다는 것은 믿기 어렵다.

## 같이 보기
- 교황과 관련된 전설(en:Legends surrounding the papacy)
- 교황 목록